# Список пісень про Львів
Список пісень про Львів у виконанні чи авторства значущих музикантів.
Пісні про Львів або якусь його місцевість. Також сюди включені пісні, дія яких відбувається у Львова, або на які надихнуло місто Львів (обов'язково потрібно надати джерело інформації).
Не включені пісні, де Львів тільки побіжно згаданий.
| Назва                      | Виконавець                             | Рік     | Інформація |
| -------------------------- | -------------------------------------- | ------- | --- |
| Вечірній Львів             | Фіолет                                 | 2015    | |
| Вогні Львова               | Ігор Кушплер і Леся Боровець           | 1973    | Слова: Ростислав Братунь, музика: Володимир Івасюк                                                                 |
| LVIV                       | Лаура Марті                            | 2023    | Слова та музика: Лаура Марті                                                                                       |
| Львів                      | Монте Крісто                           |         | Також відома під назвою «Дощ на вулицях Львова»                                                                    |
| Львів                      | Піккардійська Терція                   | 2009    | |
| Львів вже спить            | Ерко                                   |         | Слова та музика: І. Чума                                                                                           |
| Львівське пиво             | Віктор Морозов і батяр-бенд «Галичина» | 2010    | Слова: Юрій Винничук, музика: Віктор Морозов                                                                       |
| Ми — хлопці з Бандерштадту | Брати Гадюкіни                         | 1991    | Одна з традиційних пісень фанатів «Карпат» (Львів). Автор музики і слів — Сергій Кузьмінський                      |
| (Мій район) Сихів          | Вова зі Львова                         | 2006    | Сихів — один з найбільших районів міста                                                                            |
| Мій Львів                  | Плач Єремії                            |         | |
| Місто                      | МЕРІ                                   | 2007    | Пісня була офіційним гімном святкування 750-ї річниці міста Львова (2006 рік). Автор музики і слів — Віктор Винник |
| Місто весни                | Океан Ельзи і Один в каное             | 2021    | Слова та музика: Святослав Вакарчук                                                                                |
| На Підзамчі                | Ерко                                   |         | Підзамче — місцевість у Львові. Слова: Ольга Гаєцька, музика: І. Чума                                              |
| На трамвайній зупинці      | Анатолій Пацельд і Медікус             | 1960-ті | Слова: Ростислав Братунь, музика: Анатолій Кос-Анатольський                                                        |
| Only in Lemberg            | Los Colorados                          | 2012    | переспів «Тільку ві Львові» англійською                                                                            |
| Пісня про Львів            | Лесик Band                             |         | Слова: ймовірно, Олександр Дацюк — лідер і вокаліст гурту «Лесик Band»                                             |
| Пісня про Львів            | Оксана Білозір                         | 2006    | Слова: Анна Канич, музика: Роман Недзельський                                                                      |
| Прощай, Львів              | Олег Дорош і Медікус                   | 1970-ті | Слова: Роман Боднар, музика: Ігор Хома                                                                             |
| Роксоляна                  | Брати Гадюкіни                         | 1989    | Слова: Сергій Кузьмінський, музика: «Брати Гадюкіни»                                                               |
| Тільку ві Львові           | дует Щепко і Тонько                    | 1939    | З фільму «Волоцюги». Слова: Емануель Шлехтер, музика: Генрик Варс                                                  |
| То є Львів                 | Скрябін                                | 2013    | Слова та музика: Андрій Кузьменко                                                                                  |
| Хай все буде так           | Віктор Винник і МЕРІ                   | 2023    | Представлена до дня Львова 2023 року. Автор музики і слів — Віктор Винник                                          |